# Svilići
Svilići är en ort i Bosnien och Hercegovina.   Den ligger i entiteten Federationen Bosnien och Hercegovina, i den centrala delen av landet, 50 km väster om huvudstaden Sarajevo. Svilići ligger 877 meter över havet och antalet invånare är 162.
Terrängen runt Svilići är huvudsakligen kuperad, men åt nordväst är den bergig. Svilići ligger nere i en dal. Närmaste större samhälle är Voljevac, 3,9 km väster om Svilići. 
I omgivningarna runt Svilići växer i huvudsak lövfällande lövskog. Runt Svilići är det ganska tätbefolkat, med 93 invånare per kvadratkilometer.